# Campoletis cubicator
Campoletis cubicator là một loài tò vò trong họ Ichneumonidae.